# Trevor David
Trevor David (Voorburg, 28 januari 1997) is een Nederlands-Nigeriaans betaald voetballer die doorgaans speelt als vleugelverdediger. In juli 2023 verliet hij TOP Oss.

## Clubcarrière
David kwam in 2004 als zevenjarige voetballer terecht in de jeugdopleiding van ADO Den Haag, waar hij in de F-jeugd ging voetballen. Twaalf jaar later, nadat hij de gehele opleiding van de club had doorlopen, zette de vleugelverdediger zijn handtekening onder zijn eerste professionele verbintenis. Deze liep tot medio 2018. Ook werd hij voor het seizoen 2016/17 bij het eerste elftal gehaald. Zijn debuut maakte hij na de winterstop. Door afwezigheid van Wilfried Kanon (Afrikaans kampioenschap), Dion Malone en Aaron Meijers (beiden blessures) mocht David in actie komen tegen sc Heerenveen op 14 januari 2017. In die wedstrijd mocht hij van coach Željko Petrović in de basisopstelling starten als rechtervleugelverdediger. Hij werd twee minuten voor tijd naar de kant gehaald voor mededebutant Hennos Asmelash. Op dat moment stond ADO met 2–0 achter door twee treffers van Reza Ghoochannejhad. Aan het einde van het seizoen 2017/18 verlengde David zijn verbintenis bij ADO met één jaar, tot medio 2019. Na afloop van dit contract verliet hij ADO. Hierop zat David een jaar zonder club, voor hij voor twee seizoenen tekende bij TOP Oss. Eind oktober 2021 besloot David om per direct een punt te zetten achter zijn actieve loopbaan. Een jaar later besloot hij toch weer te gaan spelen en hij tekende voor een jaar bij TOP Oss.

## Clubstatistieken
| Seizoen | Club         | Competitie     | Competitie | Competitie | Beker | Beker | Internationaal | Internationaal | Totaal | Totaal |
| Seizoen | Club         | Competitie     | Wed.       | Dlp.       | Wed.  | Dlp.  | Wed.           | Dlp.           | Wed.   | Dlp.   |
| ------- | ------------ | -------------- | ---------- | ---------- | ----- | ----- | -------------- | -------------- | ------ | ------ |
| 2016/17 | ADO Den Haag | Eredivisie     | 3          | 0          | 0     | 0     | —              | —              | 3      | 0      |
| 2017/18 | ADO Den Haag | Eredivisie     | 7          | 0          | 1     | 0     | —              | —              | 8      | 0      |
| 2018/19 | ADO Den Haag | Eredivisie     | 0          | 0          | 0     | 0     | —              | —              | 0      | 0      |
| 2020/21 | TOP Oss      | Eerste divisie | 30         | 0          | 1     | 0     | —              | —              | 31     | 0      |
| 2021/22 | TOP Oss      | Eerste divisie | 10         | 0          | 0     | 0     | —              | —              | 10     | 0      |
| 2022/23 | TOP Oss      | Eerste divisie | 20         | 2          | 1     | 0     | —              | —              | 21     | 2      |
| Totaal  | Totaal       | Totaal         | 70         | 2          | 3     | 0     | 0              | 0              | 73     | 2      |

Bijgewerkt op 27 december 2024.